# سفر ماه عسل با پی‌وی‌تی.ال‌تی‌دی
سفر ماه عسل با پی‌وی‌تی. ال‌تی‌دی (به هندی: Honeymoon Travels Pvt. Ltd.) فیلمی محصول سال ۲۰۰۷ و به کارگردانی ریما کاگتی است. در این فیلم بازیگرانی همچون آمیشا پاتل، آبهای دئول، کی کی منون، بومان ایرانی، شبانه اعظمی، منیشا لامبا، رایما سن، دیا میرزا، رانویر شوری، ساندیا مریدول، آرجون رامپال، سوزان برنرت، شاهانا گوسوامی ایفای نقش کرده‌اند.